# Nischni Zassutschei
Nischni Zassutschei (russisch Ни́жний Цасуче́й) ist ein Dorf (selo) in der Region Transbaikalien in Russland mit 3363 Einwohnern (Stand 14. Oktober 2010).

## Geographie
Der Ort liegt etwa 200 km Luftlinie südöstlich der Regionshauptstadt Tschita im süddaurischen Steppengebiet, am rechten Ufer des dort mehrere, einige Kilometer voneinander entfernte Arme bildenden Onon. Er befindet sich etwa 40 km von der Grenze zur Mongolei entfernt.
Nischni Zassutschei ist Verwaltungszentrum des Rajons Ononski sowie Sitz und einzige Ortschaft der Landgemeinde Nischnezassutscheiskoje selskoje posselenije. Fast unmittelbar westlich an den Ort („Unter-/Nieder-Zassutschei“) schließt das kleinere Dorf Werchni Zassutschei („Ober-Zassutschei“) an.
In Nischni Zassutschei befindet sich die Verwaltung des Daurischen Naturreservates.

## Geschichte
Das Dorf entstand aus einem 1727 eingerichteten Grenzposten des Russischen Reiches. 1941 wurde Nischni Zassutschei Verwaltungssitz eines Rajons.

### Bevölkerungsentwicklung
| Jahr | Einwohner |
| ---- | --------- |
| 1959 | 1445      |
| 1970 | 1983      |
| 1979 | 2889      |
| 1989 | 3452      |
| 2002 | 3427      |
| 2010 | 3363      |

Anmerkung: Volkszählungsdaten

## Verkehr
Nischni Zassutschei liegt an einer Regionalstraße, die zwischen Jasnogorsk und Scherlowaja Gora von der Fernstraße A350 Tschita – Sabaikalsk (Grenze zur Volksrepublik China) abzweigt und den Onon aufwärts weiter bis zum Dorf Nowy Durulgui führt. In nordwestlicher Richtung zweigt westlich von Nischni Zassutschei eine Straße nach Aginskoje ab, ebenfalls an der A350 gelegen.